# Pataki Sámuel (orvos, 1731–1804)
Sárospataki Pataki Sámuel (Dés, 1731. március 20. – Kolozsvár, 1804. szeptember 10.) orvosdoktor és tanár.

## Élete
Pataki Sámuel orvos és Dálnoki Máriának fia. Középiskolai tanulmányait a kolozsvári református főiskolában végezte és 1752-ben a leideni egyetemre ment, ahol 1755-ig tanult természettant, matézist, metafizikát, görög és arab nyelvet, egyetemes történelmet és teológiát; itt az orvosi tudományokra is készült; innét Odera-Frankfurtba ment, de egy év múlva a porosz háború kitörése miatt Utrechtet kereste föl, ahol 1758-ban orvosdoktori oklevelet nyert. Még külföldön érte a kolozsvári református főiskola elöljáróságának meghívó levele, melyben tudatták, hogy a bölcseleti tanszékre tanárnak választották. 1759-ben kezdte meg tanári működését, ami alatt a tanterv újításában nagy buzgalmat fejtett ki. 1769-ben a főkonzisztórium reá bízta a nyomda igazgatását, melyet nagy buzgalommal 25 évig teljesített. 1780-ban Kolozs megye tiszti főorvosa lett. Nagy orvosi gyakorlata volt, tanácsát a messze vidéken is igénybe vették. Füvészettel is foglalkozott és e tárgyban Benkő Józseffel sűrűn levelezett. Nagy növénygyűjteménye a kolozsvári egyetem növénytani intézetében van elhelyezve.
Arcképét a kolozsvári református kollégium fametszetben kiadta.

## Munkái
- Theses medicae... pro specimine inaugurali. Trajecti ad Rhemum, 1758.
- Temetési oratio, melyet néhai gróf idősb. sz. Teleki Ádám kir. consil. és generális főstrázsamester levetkezett testének eltemettetése alkalmatosságával mondott és abban a halált számkivetésben küldötte hogy egy lelkes állat is tulajdonképen meg ne halljon megmutatta Kendi-Lónán Szent Iván hava 10. 1770. Kolozsvár, 1775. (Bodoki József és Tordai Sámuel gyászbeszédeivel együtt).
- A mostani uralkodó skárlát forró hideglelés és torokfájásra nézve szükséges jegyzések a falusiak számára. Kolozsvár, 1801.